# Bì Đầu

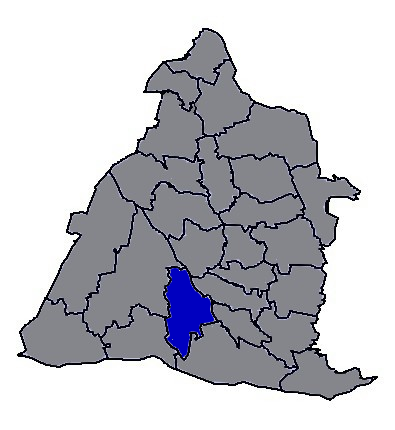
Vị trí tại Chương Hóa

Bì Đầu (tiếng Trung: 埤頭鄉; bính âm: Pítóu Xiāng) là một hương (xã) của huyện Chương Hóa, tỉnh Đài Loan, Trung Hoa Dân Quốc (Đài Loan). Hương nằm ở phía nam của huyện và trụ sở của trường đại học Minh Đạo nằm trên địa bàn hương. Tổng diện tích của Bì Đầu là 42,7504 km², dân số vào tháng 8 năm 2011 là 31.549 người thuộc 8.664 hộ gia đình, mật độ cư trú đạt 738 người/km².